# Michele Ferrari
Michele Ferrari (* 26. März 1953 in Ferrara) ist ein italienischer Sportarzt, der wegen Sportbetrugs durch Doping bekannt geworden ist. In der Radsportszene ist er schon seit Jahren als „Dottore EPO“ bekannt. Er wurde schon mehrere Male in Italien angeklagt, da er mit illegalen Pharmazeutika handelte. International bekannt wurde er vor allem durch die Versorgung Lance Armstrongs mit Dopingpräparaten.

## Karriere
Ferrari begann als Schüler von Francesco Conconi, gegen den inzwischen ebenfalls wegen dopingrelevanten Delikten ermittelt wird. Später verließ Ferrari Conconis Institut in Ferrara, das "Epizentrum des italienischen Dopings" (Gazzetta dello sport), und machte sich selbständig. Bis vor wenigen Jahren galten Ferrari und Conconi als die (sportmedizinisch) treibenden Kräfte hinter den erfolgreichen italienischen Ausdauersportlern im Ski-, Lauf- und eben im Radsport. Auf Ferrari geht die bis heute in der Radsportdiagnostik gebräuchliche VAM-Kennzahl zurück. Conconi und Ferrari standen bereits seit langem unter dem Verdacht, ihre Schützlinge mit EPO schnell gemacht zu haben. Die angesehene französische Tageszeitung Le Monde nannte Conconi einmal den "Vater von EPO". Ferrari verglich einmal in einem Interview die Gefährlichkeit von EPO mit der von Orangensaft ("Alles eine Frage der Dosierung").
Michele Ferrari wurde in mehreren Verfahren verschiedener Verstöße gegen das Anti-Dopinggesetz angeklagt. Im Herbst 2004 wurde er in Bologna wegen Sportbetrugs zu einem Jahr Haft auf Bewährung verurteilt, zudem wurde ein Berufsverbot von elf Monaten verhängt. Zu jenem Zeitpunkt hatte Ferrari eine Liste von 23 renommierten Kunden aus der Szene: Lance Armstrong, Alessandro Bertolini, Gianluca Bortolami, Gianni Bugno, Mario Cipollini, Claudio Chiappucci, Armand de Las Cuevas, Fernando Escartín, Gianni Faresin, Giorgio Furlan, Ivan Gotti, Andreas Kappes, Kevin Livingston, Eddy Mazzoleni, Axel Merckx, Abraham Olano, Daniele Pontoni, Tony Rominger, Paolo Savoldelli, Filippo Simeoni, Pawel Tonkow, Enrico Zaina und Beat Zberg.
Lance Armstrong hatte versucht, seine Verbindung zu Ferrari geheim zu halten. Doch eine Recherche der «Sunday Times» brachte das Geheimnis schließlich ans Licht. Der Amerikaner bezeichnete den Dottore als «Ehrenmann», beendete aber offiziell die Zusammenarbeit, als dieser verurteilt wurde. Im Prozess wurde Ferrari von dem italienischen Radprofi Filippo Simeoni schwer belastet, der minutiös erzählte, wie der Sportmediziner funktioniert. Ferraris Motto habe stets gelautet: Nur was bei den Kontrollen herauskommt, ist Doping. «Ferrari hat mich angewiesen, morgens vor einer Kontrolle Emagel zu benutzen und am Abend vor einer voraussichtlichen Kontrolle Albumin, um das Blut zu verdünnen, wenn der Hämatokritwert höher war als 50», sagte Simeoni unter anderem. Der Italiener wurde aufgrund seiner Aussage von Armstrong gemaßregelt und in den Rennen gemobbt.
Keiner der Fahrer wurde jedoch positiv getestet. Nach den schweren Dopingvorwürfen gegen den Sportmediziner Michele Ferrari hat das Italienische Olympische Komitee CONI den Arzt mit einer lebenslangen Sperre als Trainer und Sportarzt belegt. Der italienische Sportarzt Luigi Cecchini gilt als sein Schüler.
Im Zuge von Ermittlungen der Staatsanwaltschaft von Padua wurde Ferrari Ende 2014 vorgeworfen, Teil einer 30-köpfigen kriminellen Bande zu sein, die mit der Dopingpräparation von Radrennfahrern einem Umsatz von über 30 Millionen Euro erzielt haben soll. Der Vorwurf lautet auf Bildung einer kriminellen Vereinigung, Steuerhinterziehung und Geldwäsche. Durch Doping soll versucht worden sein, den Marktwert der Fahrer zu erhöhen und die erzielten Erträge durch Geldwäsche, insbesondere im Immobiliensektor zu investieren. In diesem Zusammenhang wurde eine Liste von 38 Fahrern bekannt, die zum Kundenstamm gehört haben sollen, darunter Filippo Pozzato, Vladimir Karpets, Alexandr Kolobnev, Roman Kreuziger und Denis Menchov. Außerdem soll er im Auftrag von Alexander Winokurow, der ebenfalls als Fahrer Kunde gewesen sein soll, für Fahrer des Astana Pro Teams illegal tätig gewesen sein.
Im April 2017 wurde Ferrari am Landgericht Bozen wegen Beihilfe zum Doping im Fall des Biathleten Daniel Taschler zu einer Haftstrafe von 1 Jahr und 6 Monaten auf Bewährung und einer Geldstrafe von 4500 Euro verurteilt.